# Скандинавіум
«Скандинавіум» — мультифункціональна закрита арена у місті Гетеборг, Швеція.

## Призначення
Скандинавіум понад 50 разів був місцем проведення різних подій і чемпіонатів світового рівня, серед яких: чемпіонати світу по гандболу і хокею, різні європейські чемпіонати, фінали Кубка Девіса, а у 1985 році - фіналу пісенного конкурсу Євробачення. Стадіон є домашньою ареною для хокейного клубу Фрелунда шведської хоккейной ліги, і місцем проведення щорічного шоу коней у Гетеборзі.

## Проведені події
| Подія                                           | Роки                   |
| ----------------------------------------------- | ---------------------- |
| Чемпіонат Європи з фігурного катання            | 1972, 1980, 1985       |
| Чемпіонат Європи з легкої атлетики в приміщенні | 1974, 1984, 2013       |
| Чемпіонат світу з фігурного катання             | 1976, 2008             |
| Чемпіонат світу з хокею із шайбою               | 1981, 2002             |
| Чемпіонат світу з флорболу серед чоловіків      | 2014                   |
| Фінал Кубка Девіса                              | 1984, 1987, 1988, 1997 |
| Євробачення                                     | 1985                   |
| FINA Swimming World Cup                         | 1988, 1989             |
| Чемпіонат світу з плавання на короткій воді     | 1997                   |
| ISU World Synchronized Skating Championships    | 2005, 2012             |
| Чемпіонат Європи з гандболу серед жінок         | 2006, 2016             |
| Чемпіонат Європи з гандболу серед чоловіків     | 2002                   |
| Чемпіонат світу з гандболу серед чоловіків      | 1993, 2011             |
| Чемпіонат світу з настільного тенісу            | 1985                   |
| Молодіжний чемпіонат світу з хокею              | 2024                   |

З 2002 року арена є щорічним місцем проведення одного з півфіналів шведського музичного конкурсу Мелодіфестівален. У 2010 була висловлена ідея провести фінал конкурсу на арені, але пізніше від цього відмовилися.
Стадіон є місцем проведення концертів різних артистів. У залі проводилися одні з перших великих концертів таких груп, як The Who, Led Zeppelin. Група Iron Maiden загалом дала на стадіоні 9 концертів.
Арена була місцем проведення конкурсу пісні Євробачення 1985, а у 2012 році змагалася за проведення конкурсу 2013 року, але поступилася Мальме Арені.